# Wailly-Beaucamp
Wailly-Beaucamp là một xã ở tỉnh Pas-de-Calais, vùng Hauts-de-France của Pháp.
Wailly-Beaucamp có cự ly 6 km (3,7 mi) về phía nam Montreuil-sur-Mer, 15 km (9,3 mi) về phía đông Berck-sur-Mer và 20 km (12 mi) so với Le Touquet